# Extremely Rotten Live
Extremely Rotten Live är det första livealbumet av det svenska death metal-bandet Grave, utgivet 1997 av Century Media Records. Inspelningen gjordes i Showcase Theatre, Corona, Kalifornien, i september 1996.

## Låtlista
1. "Extremely Rotten Flesh" – 4:55
2. "Turning Black" – 4:05
3. "Restrained" – 3:35
4. "Winternight" – 2:50
5. "Haunted" – 3:44
6. "Two of Me" – 2:25
7. "Hating Life" – 3:03
8. "You'll Never See" – 5:08
9. "Lovesong" – 2:51
10. "Sorrowfilled Moon" – 3:58
11. "Rain" – 3:33
12. "Soulless" – 2:52
13. "And Here I Die... (Satisfied)" – 4:23
14. "Into the Grave" – 4:03
15. "Reborn Miscarriage" – 4:22

## Banduppsättning
- Ola Lindgren - gitarr, sång
- Jens "Jensa" Paulsson - trummor, sång
- Jonas Torndal -  bas